# Vasili Struve
Vasili Vasílievich Struve (Василий Васильевич Струве), San Petersburgo, 2 de febrero de 1889 – Leningrado, 15 de septiembre de 1965, fue un historiador y filólogo soviético, fundador de la Escuela Científica Soviética de Investigadores sobre Historia de Antiguo Oriente. Su bisabuelo, el astrónomo Friedrich Georg Wilhelm von Struve, fue el fundador del Observatorio de Púlkovo. Vasili Struve estudió además otras civilizaciones como la egipcia y griega antiguas.
En 1907 ingresó en la Facultad de Historia y Filología de la Universidad Estatal de San Petersburgo; donde estudió griego antiguo, egipcio antiguo y latín, bajo tutela del egiptólogo Borís Turáyev. Se especializó en escritura jeroglífica egipcia y egipcio demótico, graduándose en el año 1911. Tras su graduación, continuó como investigador de la universidad hasta 1913, año en que partió a Alemania a fin de proseguir sus estudios como alumno del egiptólogo y lexicógrafo Adolf Erman.
Durante 1916, de vuelta en Rusia, se desempeñó como privatdozent de la Universidad Estatal de San Petersburgo hasta 1920, año en que obtuvo el cargo de profesor. Encabezó el Departamento de Arte y Cultura de Egipto del museo del Hermitage entre 1918 y 1933. Profundizó luego en el estudio del idioma acadio, el hebreo antiguo y otras lenguas semíticas con el profesor Pável Kokovtsov. Por su cuenta, asimismo, comenzó a estudiar el idioma sumerio.
En 1928, para su diploma de Maestría en Historia, defendió su tesis denominada «Manetón y su época». Obtuvo más tarde el título honoris causa de doctorado en Ciencias. En 1935 fue elegido, tras la nominación de su antiguo tutor Kokovtsov, miembro de la Academia de las Ciencias de Rusia, cuyo Instituto de Etnología y Antropología presidiría entre 1937 y 1940. Desde 1941 hasta 1950 presidió el Instituto de Estudios Orientales de dicha academia y, desde 1959, encabezó el Departamento de Antiguo Oriente.
Struve fue autor de aproximadamente 400 obras. Estudió junto con Borís Turáyev, el papiro de Moscú y, en 1930, realizó una traducción de éste. Como egiptólogo tradujo y publicó varios documentos demóticos pero sus trabajos más destacados trataron acerca de las artes en Sumeria, Babilonia, Asiria, Imperio Hitita y otras civilizaciones del Asia. Publicó además obras más generales sobre Asia y Antigua Grecia.